# Тотнесс
Тотнесс (нидерл. Totness) — город в Суринаме, административный центр округа Корони. Население составляет около 1700 человек.
Когда-то Тотнесс был шотландским поселением.